# Friedhof Eichkamp
Der Friedhof Eichkamp befand sich westlich des Sommergartens auf dem Berliner Messegelände im Ortsteil Westend des Bezirks Charlottenburg (heute: Charlottenburg-Wilmersdorf).

## Name/Bezeichnung
Der Name/die Bezeichnung „Eichkamp“ verweist auf die nahegelegene Siedlung Eichkamp sowie auf den Bahnhof Eichkamp, heute: „Messe Süd (Eichkamp)“.
Neben „Friedhof Eichkamp“ wurden auch folgende Bezeichnungen verwendet: „Notfriedhof Eichkamp“, „Friedhof Im Eichkamp“, „Friedhof an der AVUS“, „Notfriedhof auf dem Messegelände“, „Notfriedhof am Messegelände“, „Friedhof am Messeberg in Eichkamp“, „Friedhof am Bhf. Eichkamp“, „Städtischer Friedhof von Charlottenburg“. Anlässlich eines Schreibens an The Military Government British Troops Berlin wurde „CEMETERY SITE MESSEGELAENDE“ mit „Kirchhofbauplatz Messegelände“ übersetzt. Im Gesetz zur Aufhebung des Friedhofes vom 21. Februar 1952 lautete die Bezeichnung „Notfriedhof westlich des Messegeländes am Funkturm“.

## Geschichte

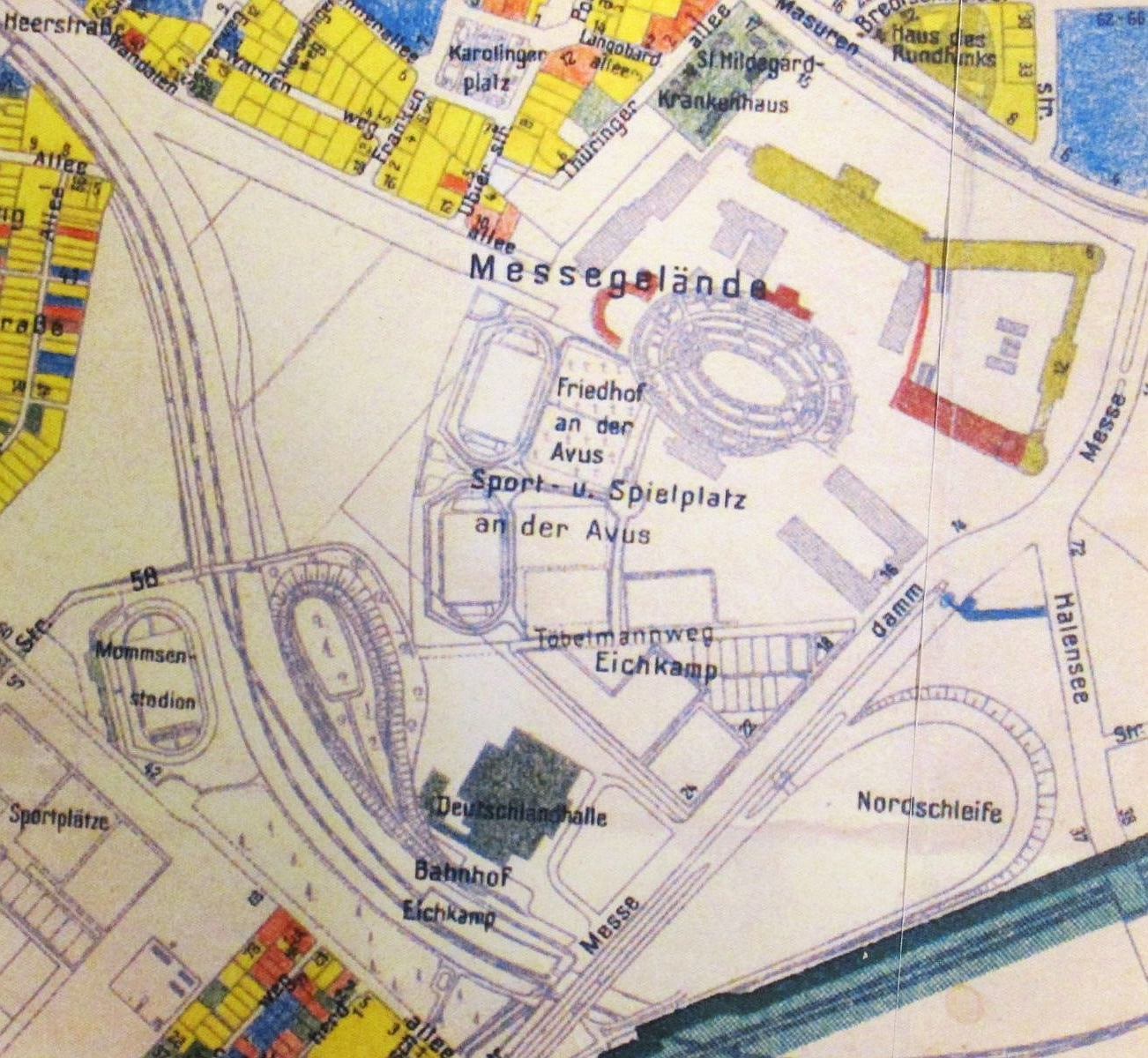
Der Friedhof Eichkamp (hier mit der Bezeichnung: Friedhof an der Avus) auf der Schadenskarte des Verwaltungsbezirks Charlottenburg. Stand 1945, Ausgabe 1952

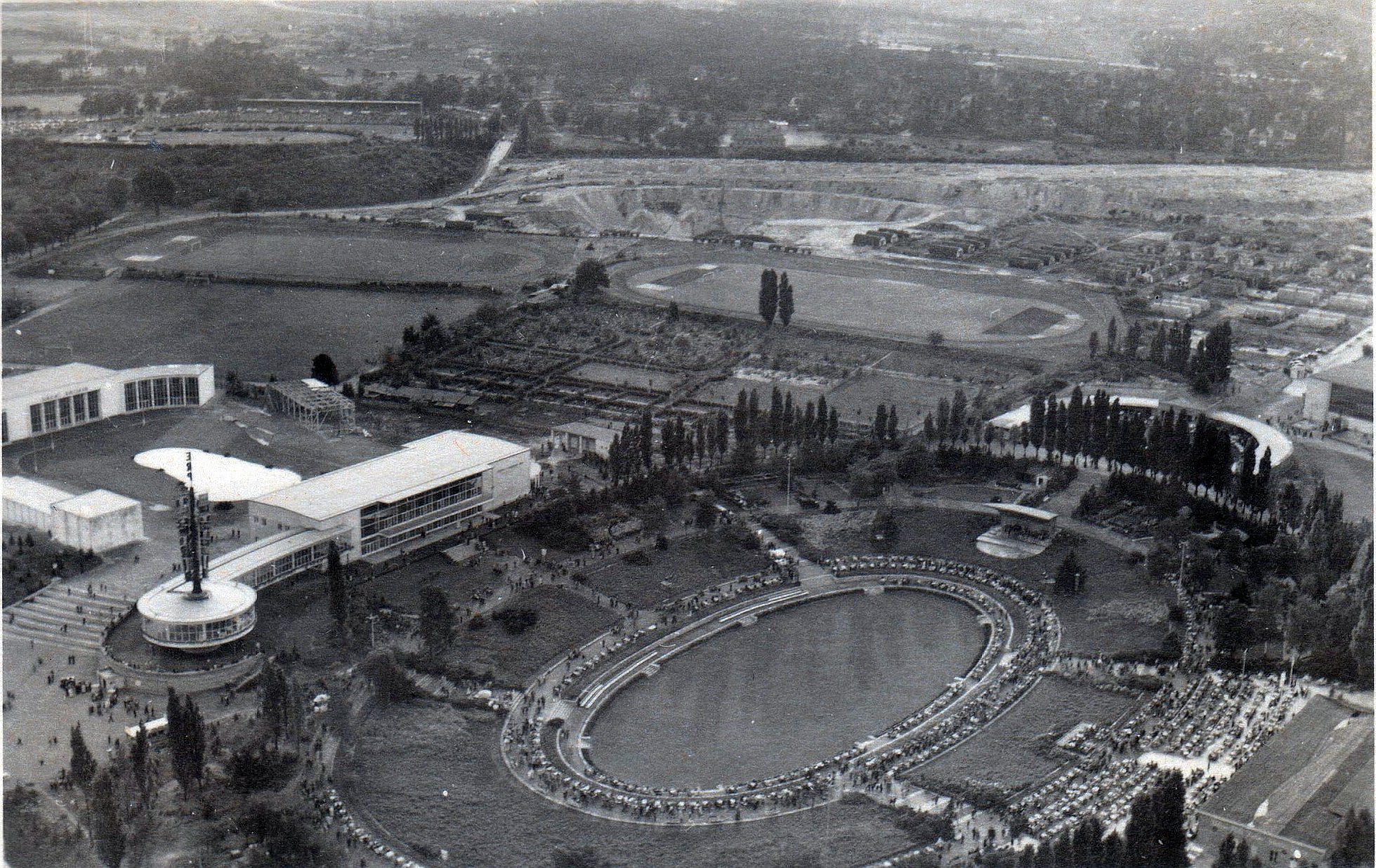
Blick vom Funkturm auf den Sommergarten, das George-C.-Marshall-Haus, den Friedhof Eichkamp und das Mommsenstadion (links im Hintergrund), 1952

Es ist ungeklärt, wann der Friedhof Eichkamp angelegt wurde. Nicht nur die Angaben des damaligen Leiters des Friedhofs- und Bestattungsamtes, Schwarz, sind unpräzise bzw. widersprüchlich.
So schrieb Schwarz in seinem Antrag auf nachträgliche Genehmigung eines Städtischen Friedhofs in Charlottenburg: „Gemäß § 1 Abs. 1 der VO. zur Regelung der Zuständigkeit der Landes- und Kreispolizeibehörden vom 1.10.1931 bitte ich, nachträglich die Genehmigung für die Anfang Mai 1945 begonnene Anlage eines städtischen Friedhofs an der Avus zu erteilen.“ 17. August 1945.
Später schrieb Schwarz allerdings: „Als zu Ende des Jahres 1944 durch die massierten Angriffe der Briten und Amerikaner die Verluste und Opfer an Menschenleben bedeutend stiegen, mußte ein neuer Friedhof geschaffen werden. Es wurde hierzu ein Sportplatz in der Nähe des Messegeländes an der Avus ausgewählt. Ob diese Wahl richtig gewesen ist, mag dahin gestellt bleiben. Jedenfalls war dieser Sportplatz als Friedhof designiert und in Benutzung genommen. Als ich im Mai 1945 die Ämter Friedhof und Bestattung übernahm, fand ich diesen Friedhof in völlig desolatem Zustand vor, […]“, 14. Februar 1946 und: „Bezugnehmend auf Ihr Schreiben möchte ich feststellen, daß das strittige Gelände schon seit 1944 für Friedhofszwecke festgelegt wurde. Es ist also nicht der Fall, daß ich ein neues Gelände beschlagnahmt habe.“ 30. März 1946.
Auch Black schrieb 2010: “Known alternately as the An der Avus or Eichkamp cemetery, it had been created in the emergency conditions of late 1944.” (deutsch: „Auch bekannt als An der Avus oder Eichkamp-Friedhof wurde er zur Notzeit spät im Jahr 1944 gegründet.“) Eine Quellenangabe fehlt.
Dagegen die Beschreibung in einer Mitteilung an den Polizeipräsidenten: „An das Ausstellungsgelände in Charlottenburg schliesst sich ein Sportplatz an. Dieser Sportplatz ist nach Einstellung der Kampfhandlung mit Militär- und Zivilleichen belegt worden. Anscheinend wird dort ein neuer Friedhof eingerichtet; denn noch immer werden neue Leichen beigesetzt.“ 28. Juni 1945.
In einem Schreiben des Hauptamtes für Planung-Grünplanung hieß es: „Es trifft nicht zu, dass das strittige Gelände schon seit 1944 für Friedhofszwecke festgelegt wurde. Aus uns vorliegenden Berichten der örtlichen Polizeibehörde vom Juni und Juli 1945 und aus seinem eigenen Bericht vom 17.8.45 an den Herrn Polizeipräsidenten in Berlin geht eindeutig hervor, dass mit den Bestattungen auf dem Sportplatz des Messegeländes Anfang Mai 1945 begonnen worden ist.“, 14. Mai 1946. Dem kommt die Aussage des Telegraf nahe: „Der Friedhof Eichkamp, ein im Sommer 1945 auf Befehl der Russen entstandener ‚Katastrophenfriedhof‘, […]“ Ähnliches steht bei Jenz: „Auch dieser Friedhof wurde auf Befehl der sowjetischen Besatzungsmacht angelegt.“
Ebenso ist in der Senatsverwaltung für Stadtentwicklung und Umwelt, Sachgebiet Gräberwesen, von einer Planung eines Friedhofes auf dem Messegelände vor 1945 nichts bekannt.
Vom 11. März bis zum 15. Mai 1952 wurden die 4066 Toten des Friedhofes Eichkamp zu neuen Beisetzungsstätten überführt. 3977 davon wurden auf dem neuen landeseigenen Friedhof Ruhleben bestattet. Zum 1. Juni 1952 stand das ehemalige (Not-)Friedhofsgelände den „Berliner Ausstellungen“ (heute: „Messe Berlin GmbH“) zur Erweiterung des Messegeländes zur Verfügung.
Ein Grund für den siebenjährigen Bestand des Friedhofes ist in der aufwändigen Suche nach einer Ersatzfläche zu sehen. So wurden Teile von zwei möglichen Ersatzflächen im Rahmen der Brachlandaktion gärtnerischer Nutzung zugeführt. Auch zog sich der Gestaltungsprozess für die schließlich ausgewählte Fläche in Ruhleben in die Länge. Die erste Ausschreibung für den „Wettbewerb für eine Friedhofsanlage in Berlin-Ruhleben“ ist mit dem 6. November 1947 datiert, eine zweite mit dem 15. Juni 1948. Hinzu kommt, dass der Leiter des Friedhofs- und Bestattungsamtes Charlottenburg, Schwarz, den Friedhof Eichkamp (zzgl. Erweiterungsflächen) als dauerhafte Begräbnisstätte, als „Städtischer Friedhof von Charlottenburg“ etablieren wollte. Gegen die Einwände der „Berliner Ausstellungen“ und des Stadtbaurats Hans Scharoun konnte sich Schwarz nicht durchsetzen. Am 18. Juli 1946 informierte Albert Horlitz, der stellvertretende Bezirksbürgermeister, den Magistrat: „[…] Herr Dr. Schwarz ist als Leiter des Friedhofs- und Bestattungsamtes abgelöst worden. […]“.